# Deinagkistrodon acutus
Deinagkistrodon acutus también conocida como la víbora de los 100 pasos es una especie de serpiente venenosa que pertenece a la subfamilia Crotalinae. Es la única especie del género monotípico Deinagkistrodon. Es nativo del sureste Asiático. No tiene subespecies reconocidas en la actualidad.